# Mudder Cordes

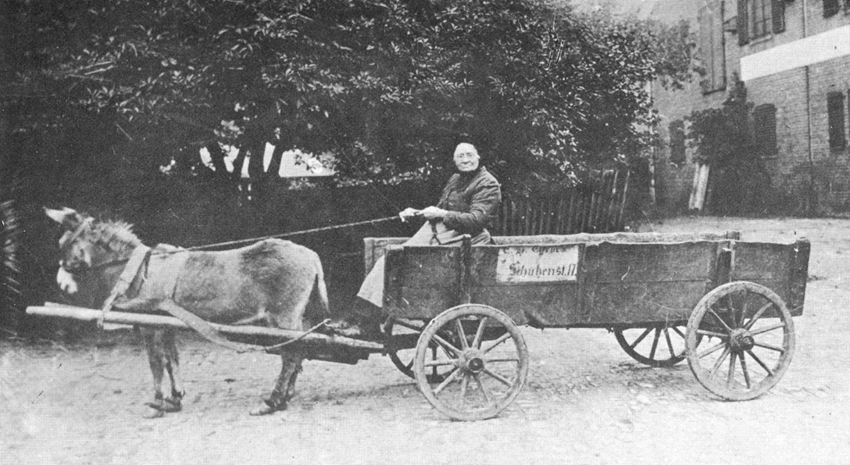
Mudder Cordes mit ihrem Esel Anton um 1890

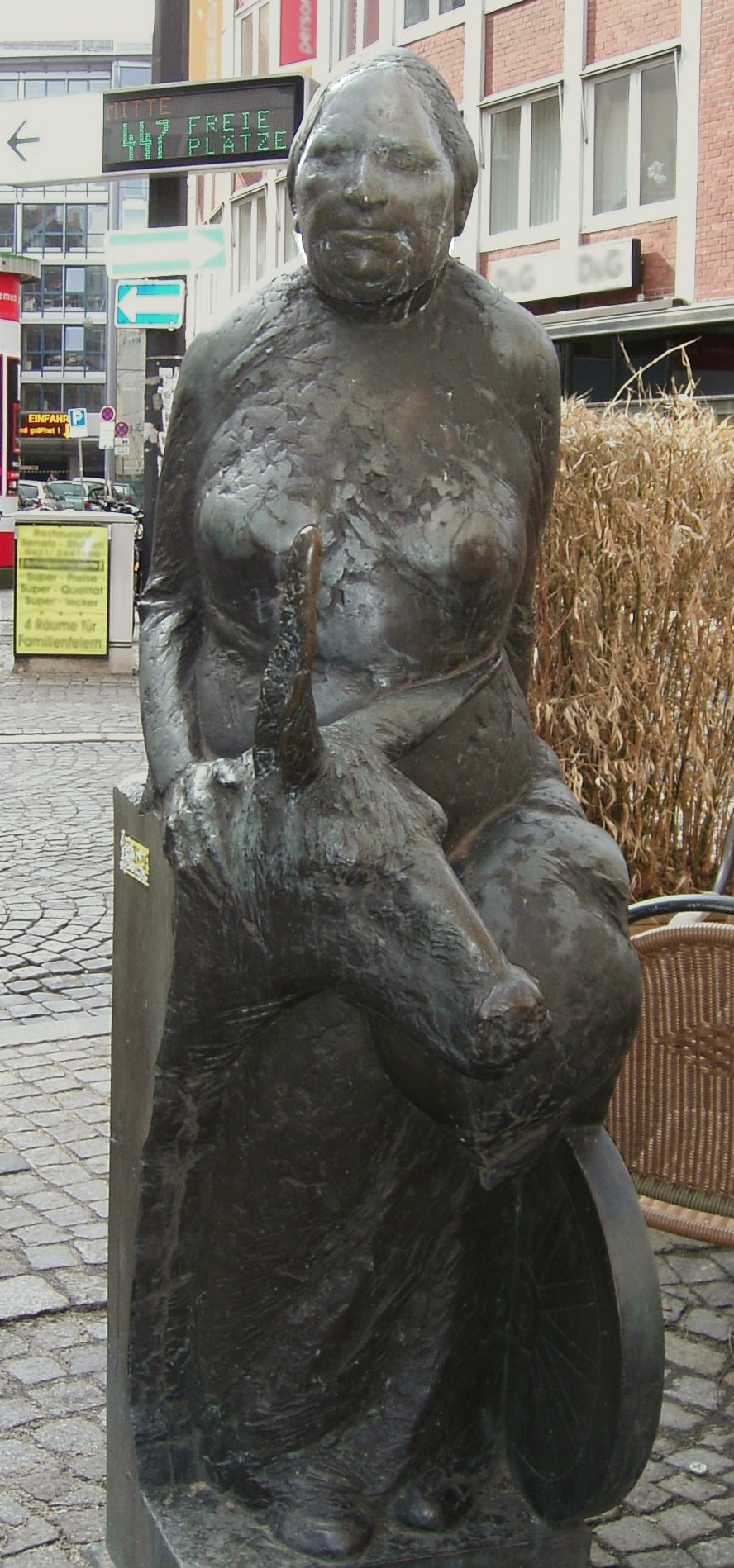
Denkmal in der Knochenhauerstraße

Metta „Mudder“ Cordes (Bremer Mundart: „Mutter Cordes“), geborene Metta Behrens (* 21. Dezember 1815 in Bremen; † 16. Dezember 1905 in Delmenhorst) war ein bekanntes Bremer Stadtoriginal.

## Biografie
Metta Cordes war die Tochter des Landwirtes Hermann Behrens aus Oberneuland. Sie besuchte die dortige Dorfschule. Dann war sie als Hausgehilfin auf dem Lande tätig. Am 11. Mai 1846 heiratete sie den Zigarrensortierer Carl Heinrich Cordes, der am 30. Januar 1860 im 39. Lebensjahr an Schwindsucht verstarb. Sie hatten fünf gemeinsame Kinder. Cordes stand materiell vor dem existentiellen Nichts, denn Sozialversicherungen gab es nicht. Vier der Kinder gab sie notgedrungen in ein Waisenhaus, das jüngste, den am 4. Februar 1858 geborenen Georg Arnold, behielt sie. Auf der Tafel am Bronzedenkmal werden sechs Kinder des Ehepaares vermerkt. Einen Beleg für ein sechstes Kind konnte bisher jedoch nicht gefunden werden.  Mit einem Kramwagen, den sie selbst zog, fuhr sie nun durch die Bremer Neustadt und verkaufte Gemüse und Obst. 1860 wurde ihr von einem unbekannten Arbeiter ein Hund geschenkt, der den Namen Sultan erhielt und den Wagen zog. Dieses erste Hundegespann erregte Aufsehen und von nun an begann auch der Grünkramladen zu florieren. Nach dem Tod von Sultan schenkten ihr 1866 die Mitglieder einer „Totenlade“ auf Grund der Idee des Küpers Anton Spohler den Esel Anton, der von nun an den Wagen zog. Auch dieses beliebte Gespann wurde aufmerksam beachtet. Als der Esel 1895 starb, stopfte und stellte das Überseemuseum ihn aus.
Die nun 80-jährige Mudder Cordes zog 1895 zu ihrer Tochter nach Delmenhorst. 
In einem Nachruf auf Metta Cordes vom 19. Dezember 1905 heißt es in den Bremer Nachrichten: „Sie ruht aus von einem Leben voll harter Arbeit.“

## Ehrungen, Denkmal
- In Bremen-Gröpelingen (In den Wischen) wurde der Mudder-Cordes-Weg nach ihr benannt.
- Das Bronzedenkmal Mudder Cordes stammt von der Bildhauerin Christa Baumgärtel. Gestiftet von ihrem Urenkel, wurde es am 12. Oktober 1987 im Stadtteil Bremen-Mitte in der Knochenhauerstraße aufgestellt.

Koordinaten: 53° 4′ 43″ N, 8° 48′ 27,3″ O